# Campionati del mondo di ciclismo su pista 2020 - Omnium femminile
La gara di omnium femminile ai Campionati del mondo di ciclismo su pista 2020 si è svolta il 28 febbraio 2020.

## Podio
| Pos.    | Atleta              | Nazionalità |
| ------- | ------------------- | ----------- |
| Oro     | Yumi Kajihara       | Giappone    |
| Argento | Letizia Paternoster | Italia      |
| Bronzo  | Daria Pikulik       | Polonia     |

## Risultati

### Scratch
Prima di 4 prove
| Posizione | Atleta              | Nazione       | Giri persi | Punti prova |
| --------- | ------------------- | ------------- | ---------- | ----------- |
| 1         | Yumi Kajihara       | Giappone      |            | 40          |
| 2         | Jennifer Valente    | Stati Uniti   |            | 38          |
| 3         | Clara Copponi       | Francia       |            | 36          |
| 4         | Maria Martins       | Portogallo    |            | 34          |
| 5         | Letizia Paternoster | Italia        |            | 32          |
| 6         | Daria Pikulik       | Polonia       |            | 30          |
| 7         | Wang Xiaofei        | Cina          |            | 28          |
| 8         | Georgia Baker       | Australia     |            | 26          |
| 9         | Lydia Boylan        | Irlanda       |            | 24          |
| 10        | Lee Sze Wing        | Hong Kong     |            | 22          |
| 11        | Jolien D'Hoore      | Belgio        |            | 20          |
| 12        | Anita Stenberg      | Norvegia      |            | 18          |
| 13        | Ol'ga Zabelinskaja  | Uzbekistan    |            | 16          |
| 14        | Olivija Baleišytė   | Lituania      |            | 14          |
| 15        | Amalie Dideriksen   | Danimarca     |            | 12          |
| 16        | Andrea Waldis       | Svizzera      |            | 10          |
| 17        | Holly Edmondston    | Nuova Zelanda |            | 8           |
| 18        | Tatsiana Sharakova  | Bielorussia   |            | 6           |
| 19        | Kirsten Wild        | Paesi Bassi   | REL        | 4           |
| 20        | Allison Beveridge   | Canada        | DNF        | 2           |
| 20        | Laura Kenny         | Gran Bretagna | DNF        | 2           |
| 20        | Rinata Sultanova    | Kazakistan    | DNF        | 2           |
| 20        | Lizbeth Salazar     | Messico       | DNF        | 2           |
| 20        | Huang Ting-ying     | Taipei cinese | DNF        | 2           |

### Tempo race
Seconda di 4 prove
| Posizione | Atleta              | Nazione       | Punti giro | Punti sprint | ordine arrivo | Punti totali | Punti prova |
| --------- | ------------------- | ------------- | ---------- | ------------ | ------------- | ------------ | ----------- |
| 1         | Tatsiana Sharakova  | Bielorussia   | 20         | 7            | 19            | 27           | 40          |
| 2         | Yumi Kajihara       | Giappone      | 20         | 6            | 18            | 26           | 38          |
| 3         | Amalie Dideriksen   | Danimarca     | 20         | 2            | 21            | 22           | 36          |
| 4         | Jennifer Valente    | Stati Uniti   |            | 6            | 1             | 6            | 34          |
| 5         | Kirsten Wild        | Paesi Bassi   |            | 2            | 4             | 2            | 32          |
| 6         | Daria Pikulik       | Polonia       |            | 2            | 15            | 2            | 30          |
| 7         | Jolien D'Hoore      | Belgio        |            | 1            | 3             | 1            | 28          |
| 8         | Laura Kenny         | Gran Bretagna |            | 0            | 2             | 0            | 26          |
| 9         | Letizia Paternoster | Italia        |            | 0            | 5             | 0            | 24          |
| 10        | Maria Martins       | Portogallo    |            | 0            | 6             | 0            | 22          |
| 11        | Georgia Baker       | Australia     |            | 0            | 7             | 0            | 20          |
| 12        | Anita Stenberg      | Norvegia      |            | 0            | 8             | 0            | 18          |
| 13        | Lydia Boylan        | Irlanda       |            | 0            | 9             | 0            | 16          |
| 14        | Wang Xiaofei        | Cina          |            | 0            | 10            | 0            | 14          |
| 15        | Holly Edmondston    | Nuova Zelanda |            | 0            | 11            | 0            | 12          |
| 16        | Clara Copponi       | Francia       |            | 0            | 12            | 0            | 10          |
| 17        | Lee Sze Wing        | Hong Kong     |            | 0            | 13            | 0            | 8           |
| 18        | Andrea Waldis       | Svizzera      |            | 0            | 14            | 0            | 6           |
| 19        | Ol'ga Zabelinskaja  | Uzbekistan    |            | 0            | 16            | 0            | 4           |
| 20        | Olivija Baleišytė   | Lituania      |            | 0            | 17            | 0            | 2           |
| 21        | Rinata Sultanova    | Kazakistan    |            | 0            | 20            | 0            | 1           |
| 22        | Allison Beveridge   | Canada        | DNS        | DNS          | DNS           | DNS          | DNS         |
| 22        | Lizbeth Salazar     | Messico       | DNS        | DNS          | DNS           | DNS          | DNS         |
| 22        | Huang Ting-ying     | Taipei cinese | DNS        | DNS          | DNS           | DNS          | DNS         |

### Corsa a eliminazione
Terza di 4 prove
| Posizione | Atleta              | Nazione       | Punti prova |
| --------- | ------------------- | ------------- | ----------- |
| 1         | Kirsten Wild        | Paesi Bassi   | 40          |
| 2         | Letizia Paternoster | Italia        | 38          |
| 3         | Yumi Kajihara       | Giappone      | 36          |
| 4         | Jolien D'Hoore      | Belgio        | 34          |
| 5         | Georgia Baker       | Australia     | 32          |
| 6         | Maria Martins       | Portogallo    | 30          |
| 7         | Amalie Dideriksen   | Danimarca     | 28          |
| 8         | Daria Pikulik       | Polonia       | 26          |
| 9         | Anita Stenberg      | Norvegia      | 24          |
| 10        | Wang Xiaofei        | Cina          | 22          |
| 11        | Laura Kenny         | Gran Bretagna | 20          |
| 12        | Andrea Waldis       | Svizzera      | 18          |
| 13        | Lydia Boylan        | Irlanda       | 16          |
| 14        | Holly Edmondston    | Nuova Zelanda | 14          |
| 15        | Olivija Baleišytė   | Lituania      | 12          |
| 16        | Rinata Sultanova    | Kazakistan    | 10          |
| 17        | Clara Copponi       | Francia       | 8           |
| 18        | Ol'ga Zabelinskaja  | Uzbekistan    | 6           |
| 19        | Lee Sze Wing        | Hong Kong     | 4           |
| 20        | Jennifer Valente    | Stati Uniti   | 2           |
| 21        | Tatsiana Sharakova  | Bielorussia   | 1           |

### Corsa a punti e classifica finale
Quarta di 4 prove.
In questa gara i ciclisti sommano ai punti guadagnati durante la prova, tutti i punti conquistati in precedenza
| Posizione | Atleta              | Nazione       | Class. parziale | Punti giro | Punti sprint | Punti prova | Classifica finale |
| --------- | ------------------- | ------------- | --------------- | ---------- | ------------ | ----------- | ----------------- |
| 1         | Yumi Kajihara       | Giappone      | 114             | 0          | 7            | 7           | 121               |
| 2         | Letizia Paternoster | Italia        | 94              | 0          | 15           | 15          | 109               |
| 3         | Daria Pikulik       | Polonia       | 86              | 0          | 14           | 14          | 100               |
| 4         | Maria Martins       | Portogallo    | 88              | 0          | 4            | 4           | 92                |
| 5         | Jennifer Valente    | Stati Uniti   | 74              | 0          | 11           | 11          | 85                |
| 6         | Amalie Dideriksen   | Danimarca     | 76              | 0          | 9            | 9           | 85                |
| 7         | Kirsten Wild        | Paesi Bassi   | 76              | 0          | 7            | 7           | 83                |
| 8         | Jolien D'Hoore      | Belgio        | 82              | 0          | 0            | 0           | 82                |
| 9         | Anita Stenberg      | Norvegia      | 60              | 0          | 6            | 6           | 66                |
| 10        | Wang Xiaofei        | Cina          | 64              | 0          | 0            | 0           | 64                |
| 11        | Tatsiana Sharakova  | Bielorussia   | 56              | 0          | 7            | 7           | 63                |
| 12        | Laura Kenny         | Gran Bretagna | 48              | 0          | 12           | 12          | 60                |
| 13        | Lydia Boylan        | Irlanda       | 56              | 0          | 2            | 2           | 58                |
| 14        | Georgia Baker       | Australia     | 76              | −20        | 0            | -20         | 56                |
| 15        | Clara Copponi       | Francia       | 54              | 0          | 1            | 1           | 55                |
| 16        | Holly Edmondston    | Nuova Zelanda | 34              | 0          | 1            | 1           | 36                |
| 17        | Lee Sze Wing        | Hong Kong     | 34              | 0          | 0            | 0           | 34                |
| 18        | Andrea Waldis       | Svizzera      | 34              | 0          | 0            | 0           | 34                |
| 19        | Olga Zabelinskaya   | Uzbekistan    | 26              | 0          | 2            | 2           | 28                |
| 20        | Rinata Sultanova    | Kazakistan    | 4               | −20        | 0            | -20         | −16               |
| 21        | Olivija Baleišytė   | Lituania      | 28              | −80        | 0            | -80         | −52               |
| –         | Allison Beveridge   | Canada        | DNF             | DNF        | DNF          | DNF         | DNF               |
| –         | Lizbeth Salazar     | Messico       | DNF             | DNF        | DNF          | DNF         | DNF               |
| –         | Huang Ting-ying     | Taipei cinese | DNF             | DNF        | DNF          | DNF         | DNF               |